# 肖特利布魯克 (明尼蘇達州)
肖特利布魯克（英語：Shotley Brook）是位於美國明尼蘇達州貝爾特拉米縣的一個未組織地區。

## 地方資料
肖特利布魯克的面積為92.90平方千米，當中陸地面積為92.90平方千米，而水域面積為0.00平方千米。根據2020年美國人口普查的數據，當地共有人口27人，而人口密度為每平方千米0.29人。